# Bang Na Expressway
Bang Na Expressway (pełna nazwa: Bang Na – Bang Pli – Bang Pakong Expressway), oficjalnie Burapha Withi Expressway (taj. ทางพิเศษบูรพาวิถี) – autostrada o długości 54 km, sześciu pasach ruchu, w Bangkoku, w Tajlandii. Jest to droga płatna i przebiega powyżej trasy Narodowej Autostrady 34 (Na-Bang Bang Pakong Road).
Autostrada jest położona na wiadukcie (most z wielu przęseł), którego średnia rozpiętość wynosi 42 m. Ma wysokość 27 m i została wybudowana w marcu 2000 roku. Na budowę zużyto 1 800 000 metrów sześciennych betonu. Konstrukcja została zbudowana z wykorzystaniem metody „projektuj i buduj”. Zaprojektowana została przez Jean Muller International.
Jest to najdłuższy most na świecie, ale jest wykluczony z niektórych list, gdyż nie przekracza wód przez większość długości, chociaż przekracza rzekę i kilka małych kanałów.